# Mark O'Meara
Mark Francis O'Meara (13 de janeiro de 1957) é um jogador profissional de golfe dos Estados Unidos. O'Meara foi campeão do Masters de Golfe em 1998, ano que também venceu o British Open. 

## Títulos

### Torneios Major´s (2)
| Ano  | Campeonato            | Resultados           | Margem    | Vice-campeão              |
| ---- | --------------------- | -------------------- | --------- | ------------------------- |
| 1998 | Masters de Golfe      | −9 (74-70-68-67=279) | 1 tacada  | Fred Couples, David Duval |
| 1998 | British Open de Golfe | E (72-68-72-68=280)  | Playoff 1 | Brian Watts               |

1 Derrotou Brian Watts em quatro buracos no playoff – O'Meara (4-4-5-4=17) e Watts (5-4-5-5=19).